# Synothele koonalda
Synothele koonalda is een spinnensoort uit de familie Barychelidae. De soort komt voor in Zuid-Australië.